# 푸에르토리코의 코로나19 범유행
푸에르토리코에서 일어나고 있는 코로나19 범유행에 대한 글이다.

## 연혁
푸에르토리코에는 2020년 3월 13일에 첫 환자가 발생하기 시작해 현재는 111,185명의 확진자와 1,899명의 사망자가 나왔다.